# Shine (пісня сестер Толмачових)
«Shine» — пісня російського дуету сестер Толмачових, з якою вони представляли Росію на пісенному конкурсі Євробачення 2014 у Копенгагені. У фіналі конкурсу пісня набрала 89 балів і посіла 7 місце.